# Apogon angustatus
Apogon angustatus är en fiskart som först beskrevs av Smith och Radcliffe, 1911.  Apogon angustatus ingår i släktet Apogon och familjen Apogonidae. Inga underarter finns listade i Catalogue of Life.